# Bror van der Zijde
Bror van der Zijde (ur. 13 lutego 1989 w Goudzie) – holenderski bobsleista od lata 2014 roku reprezentujący Szwajcarię, brązowy medalista mistrzostw świata.

## Kariera
Do 2014 roku van der Zijde startował w barwach Holandii, którą reprezentował między innymi na igrzyskach olimpijskich w Soczi. Zajął tam dziewiętnaste miejsce w dwójkach i jedenaste w czwórkach. Od zakończenia sezonu 2013/2014 reprezentuje Szwajcarię. Pierwszy sukces osiągnął w 2015 roku, kiedy wspólnie z Rico Peterem zdobył brązowy medal w dójkach na mistrzostwach Europy w La Plagne. Na rozgrywanych rok później mistrzostwach świata w Igls reprezentacja Szwajcarii w składzie: Rico Peter, Bror van der Zijde, Thomas Amrhein i Simon Friedli zdobyła brązowy medal w czwórkach. W zawodach Pucharu Świata zadebiutował 9 listopada 2012 roku w Lake Placid, zajmując jedenaste miejsce w dwójkach. Na podium zawodów tego cyklu po raz pierwszy stanął 13 grudnia 2015 roku w Königssee, gdzie jego osada zajęła trzecie miejsce w rywalizacji czwórek.